# Ilex wilsonii
Ilex wilsonii — вид квіткових рослин з родини падубових.

## Морфологічна характеристика
Це вічнозелене дерево чи кущ 2–10 метрів заввишки. Кора сіро-біла, гладка. Гілочки сіро-бурі, кулясті, гладкі, голі. Прилистки малі, на вершині гострі. Ніжка листка 5–9 мм, гола. Листова пластина абаксіально зеленувата, адаксіально оливково-коричнева, блискуча, яйцеподібна або обернено0яйцювато-довгаста, 3–7(8) × (1)1.5–3.5(4) см, обидві поверхні голі, край цільний, верхівка різко хвостато-загострена, загострення 6–13 мм, часто серпоподібні. Плід кулястий, ≈ 4 мм у діаметрі. Квітне у травні й червні; плодить у серпні — жовтні.

## Поширення
Ареал: південь Китаю. Населяє гірські ліси, широколистяні ліси в долинах, хащах, пагорбах; на висотах від 400 до 1900 метрів.

## Використання
Коріння і листя використовують для лікування головного болю, риніту, запалення ротової порожнини.